# Ils partiront dans l'ivresse
Ils partiront dans l'ivresse est un ouvrage de Lucie Aubrac publié en 1997.

## Résumé
Le 12 février 1944 à Londres, Lucie, 31 ans, résistante française, a Catherine, conçue avec Raymond à Lyon. L'auteur écrit ensuite son journal de mai 1943 à février 1944. En juin 1943 elle est allée voir Klaus Barbie, chef de la Gestapo à Lyon. Raymond est arrêté avec Jean Moulin. Le 20 septembre, avec des complices, elle libère Raymond. Ils partent à Londres le 8 février.